# Новозелене (Чернігівський район)
Новозелене — село, засноване переселенцями з Київської губернії з сіл Зелене, Водолаги та ін. у 1861 році. Розташовувалося село по балці Бандурка на схід від села Новомихайлівка. Назву село отримало від назви старої батьківщини. Село було сплановане за чітким планом. Ширина кожного двору була 63 метри, через кожні 5 будинків був провулок, всього в селі було 2 вулиці на 2 ряди будинків. Планував село один із членів «Громади» — спілки української інтелігенції. Першочерговою турботою членів цієї спілки було покращення долі українства, особливо селян.
Село швидко розвивалося і в 1864 році в 28 будинках проживав 231 житель. А в 1887 році в 57 будинках проживало 305 чоловік. Жителі Новозеленого були парафіянами Новомихайлівської церкви. На початку XX ст. в селі була відкрита початкова земська школа. У 1921 році голодували всі жителі села. Померли з голоду майже 40 осіб. У період колективізації в селі утворили колгосп ім. Леніна. Під час колективізації в селі було розкуркулено багато селян, частину з яких виселили на висілки № 3. Зазнало село й сталінських репресій. У селі функціонувала початкова школа, де 2 вчителі навчали 125 дітей. Середню освіту здобували в с. Новомихайлівка.
На фронтах Другої світової війни воювало 72 новозеленці, з них 30 загинуло. До рабства в Німеччину було забрано 35 юнаків та дівчат. У роки війни в село повернулося багато репресованих, оселилася велика кількість людей з Донбасу, а також військовополонених. Після війни село швидко відбудовувалося. Було досягнуто певних успіхів у господарстві та культурному розвитку. У 1958 році село було об'єднано з с. Новомихайлівка. Новозеленську школу закрили в 1967 році.

## Персоналії
Уродженцем села є Бут Тимофій Тимофійович — контр-адмірал. За подвиг у Великій Вітчизняній війні нагороджений трьома орденами Червоного Прапора, орденами Великої Вітчизняної війни першого ступеня, Червоної Зірки й 8 медалями. Був заступником командира крейсера «Красний Крим».